# Linea 77
Linea 77 est groupe italien de metal alternatif, originaire de Turin. Ils sont actuellement sous contrat avec Universal Records. Linea 77 est initialement formé comme groupe reprenant des chansons de Rage Against the Machine et CCCP Fedeli alla linea, il se transforme par la suite en groupe à part entière. En 1998, le groupe enregistre et publie son premier album studio, Too Much Happiness Makes Kids Paranoid, distribué par le label Collapse Records.
En avril 2000, Linea 77 part au Backstage Studio de Ripley, au Royaume-Uni, pour l'enregistrement de son deuxième album studio, intitulé Ketchup Suicide, publié la même année. Un mois après une tournée, Linea 77 enregistre Numb, son troisième album studio. Le 8 février 2008 sort le quatrième album studio du groupe Horror vacui, qui est précédé en janvier par le clip de la chanson Il mostro. Inno All'Odio, un morceau extrait de leur quatrième album studio, Available for Propaganda fait partie de la bande originale du jeu vidéo FIFA 06.
Le groupe publie son cinquième album studio Oh!, publié le 17 février 2015 chez INRI.

## Historique

### Débuts (1993–1998)

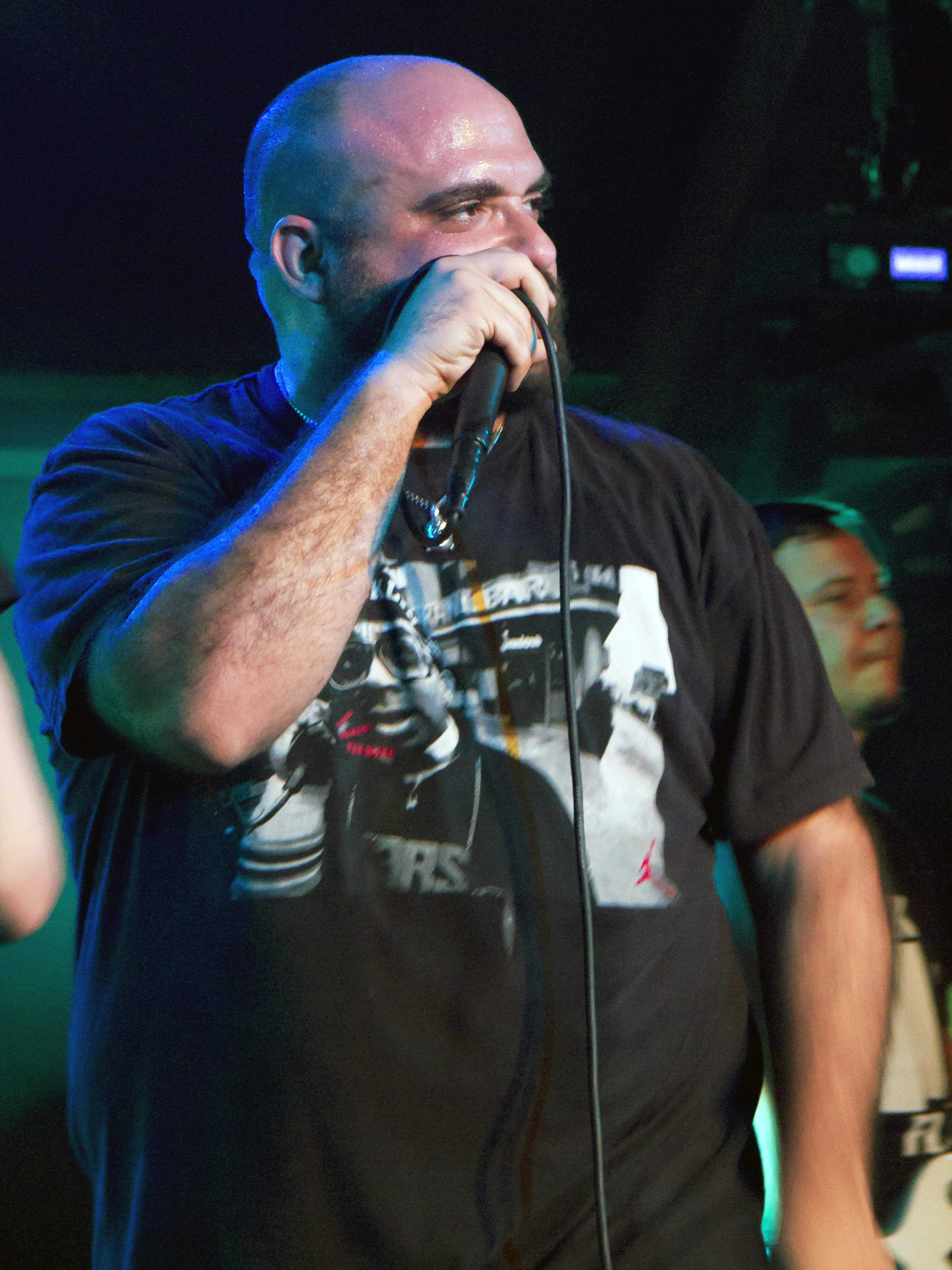
Nitto.

Linea 77 est initialement formé comme groupe reprenant des chansons de Rage Against the Machine et CCCP Fedeli alla linea
. Le nom du groupe s'inspire d'une ligne d'autobus qui les amenait jusqu'à leur salle de répétition. Le groupe est recrutera un troisième chanteur (Silvano, dir Sibba) et un second guitariste (Marcolino, dit Colino), qui partiront en 1996.
À cette période, Chinaski ne fait pas partie du groupe. Son arrivée se fait quelques années plus tard. En 1995, ils auto-produisent une démo intitulée Ogni cosa al suo posto, qui rencontre un certain succès parmi les fans du genre. Moins de deux ans plus tard, le label Dracma Records, situé à Turin, produit leur deuxième démo, Kung Fu, qui réussit à populariser le groupe hors de Turin.

### Too Much Happiness Makes Kids Paranoid(1998–2000)
En 1998, le groupe enregistre et publie son premier album studio, Too Much Happiness Makes Kids Paranoid, distribué par le label Collapse Records. À la sortie de l'album, le groupe effectue une tournée de 100 concerts, qui se termine au Beach Bum Festival, en juillet 1999 ; Ici, ils se font remarquer par le label anglais Earache Records, spécialisé dans la musique metal, qui leur offre un contrat.
En 2000, Too Much Happiness Makes Kids Paranoid est réédité par Earache. En avril la même année, ils effectuent une tournée promotionnelle en 23 dates, accompagnés d'Earthtone 9 et Kill II This. Ils enregistrent leur premier clip pour la chanson Meat, réalisé par Pete Bridgewater.

### Ketchup Suicide(2000–2002)

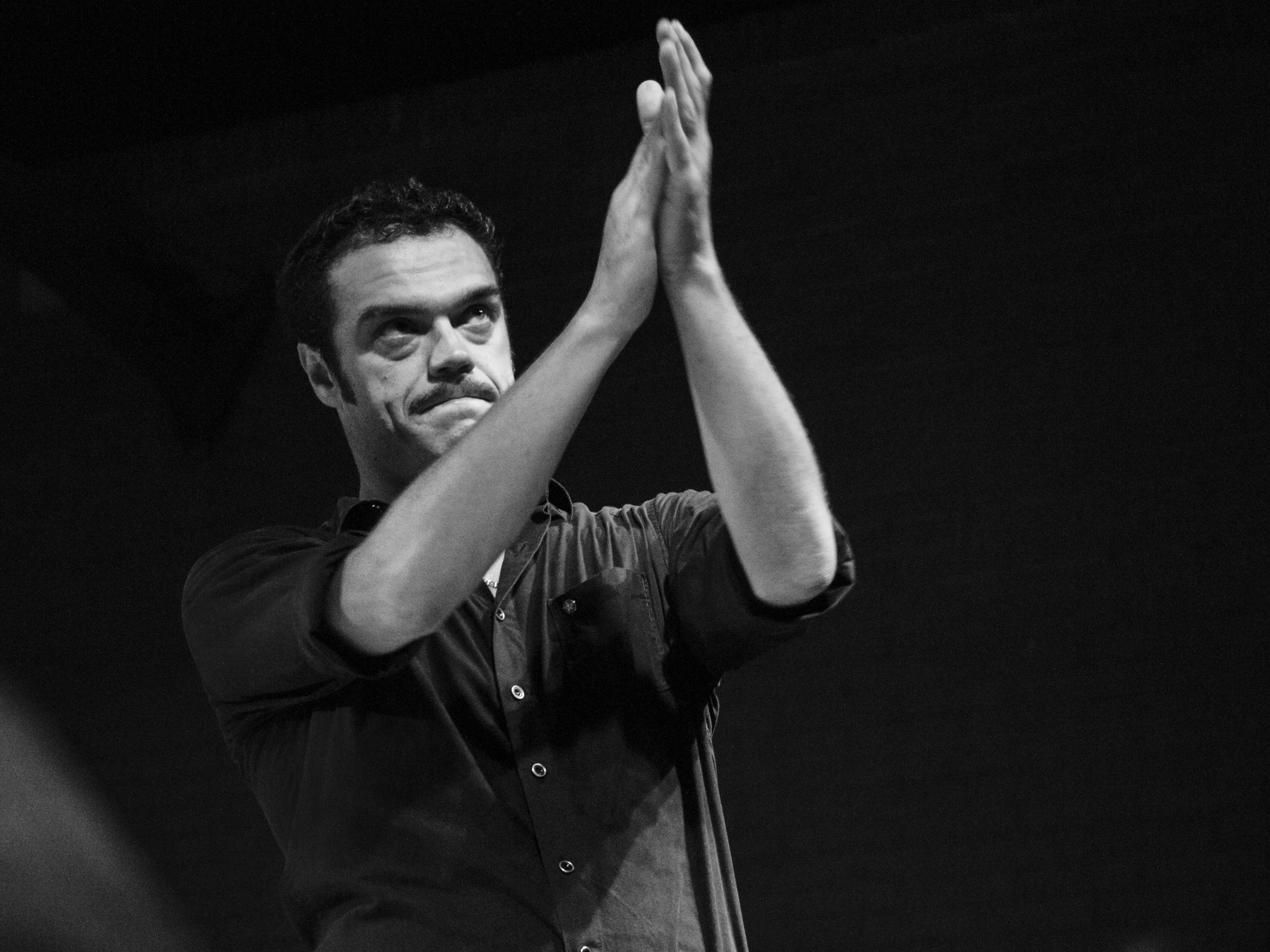
Emi sur scène.

En avril 2000, Linea 77 part au Backstage Studio de Ripley, au Royaume-Uni, pour l'enregistrement de son deuxième album studio. Intitulé Ketchup Suicide, l'album est publié le 20 novembre 2000 en Italie et le 22 janvier l'année suivante en Europe. Il atteint la 10e place des albums indépendants dans le New Musical Express (NME), et Rocksound Italia dédie son numéro de novembre 2000 au groupe.
En mars 2001, MTV Europe retransmet le Linea 77 Select. Pour la promotion de l'album, des clips vidéo sont produits pour les chansons Ketchup Suicide, Potato Music Machine et Moka, cette dernière étant la seule chantée en italien dans l'album. En septembre 2002, la tournée Ketchup Suicide prend fin ; elle dure au total deux ans dans toute l'Europe et permet au groupe de se produire au Heineken Jammin Festival de d'Imola et au Reading Festival.

### Numb(2003–2004)
Un mois après la fin de la tournée, Linea 77 enregistre Numb, son troisième album studio, qui confirme un style plus ancré crossover. Publié en mai 2003, l'album est précédé par le clip de la chanson Phantom, réalisé par Kal Karman. L'album fait aussi participer d'autres musiciens comme pour la chanson 66 (Diabolus in Musica) avec Subsonica, et Warhol sur laquelle participent Roy Paci et Aretuska. D'autres vidéos sont réalisées pour la promotion de Numb, celles des chansons Third Moon e 66 (Diabolus in musica). Le 16 septembre 2003, le groupe joue en direct au MTV Day de Bologne : l'audio du concert est enregistré et publié plus tard comme disque bonus accompagnant la réédition de Numb à la fin de 2003.
En 2004, ils participent au concerto del Primo Maggio, puis effectuent une tournée dans divers pays européens comme la Belgique, les Pays-Bas, l'Allemagne, le Royaume-Uni et la Hongrie. Le succès du groupe se confirme avec sa participation au MTV Day 2003 à Bologne, où ils jouent devant 40 000 spectateurs. La tournée Numb prend fin en septembre 2004 au MTV Brand New Day à Rome. Le groupe est nommé, en octobre la même année, dans la catégorie de « meilleur groupe italien » aux MTV Europe Music Awards.

### Available for PropagandaetVenareal 1995(2005–2007)

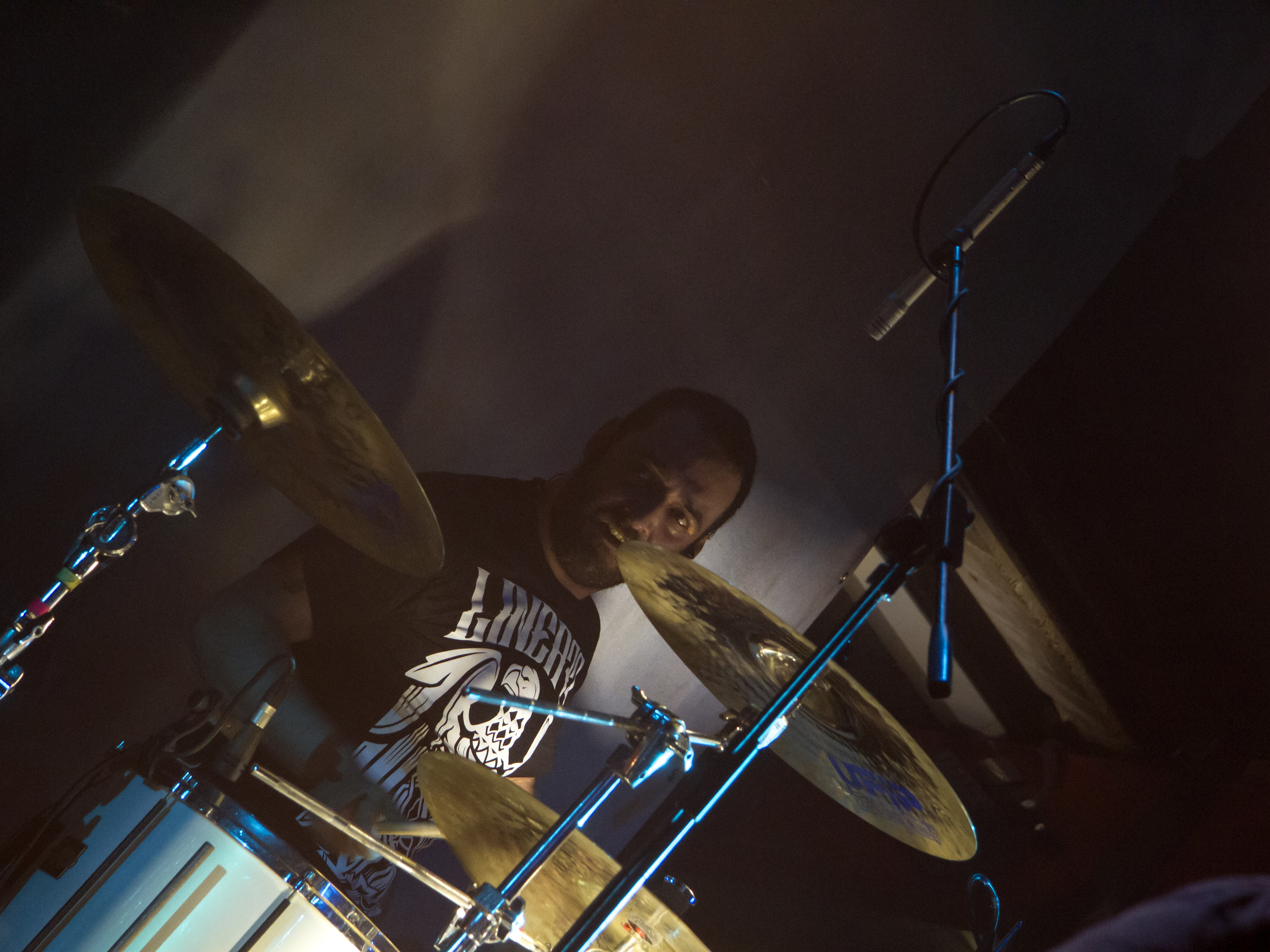
Tozzo sur scène.

En septembre 2005 sort l'album Available for Propaganda avant une tournée estivale. Enregistré aux Paramount Studios à Los Angeles, les sessions sont coordonnées par Dave Dominguez, et le mastering est effectué par Dave Collins, sur douze morceaux. Un clip de la chanson Evoluzione précède la sortie de l'album. Il s'agit de l'une des deux chansons de l'album chantées en italien. En plus des concerts en Italie, la tournée Available for Propaganda prend place dans la capitale du Portugal, de l'Espagne, l'Autriche, de la Hongrie, de la Bulgarie, de la République tchèque, de la Turquie, de la Slovénie, de la Serbie et de la Grèce aux côtés du groupe brésilien Soulfly.
Le 23 avril 2006, ils jouent devant 11 000 spectateurs au Volumi all'idrogeno lancé par Subsonica à la Fondazione per il libro, la musica e la cultura de la ville de Turin. En mai 2006, ils publient le clip Inno all'odio, et participent, en septembre cette année, au MTV Day en tant que groupe invité. Au cours de la même période, le groupe quitte Earache Records pour signer avec Universal Music Group. Le dernier album sorti par Earache s'intitule Venareal 1995, le 29 janvier 2007, qui comprend dix démos enregistrées en 1995 et deux nouvelles chansons composées en 2006. Cette sortie suit par une tournée promotionnelle organisée en Italie.

### Horror vacui(2008–2009)

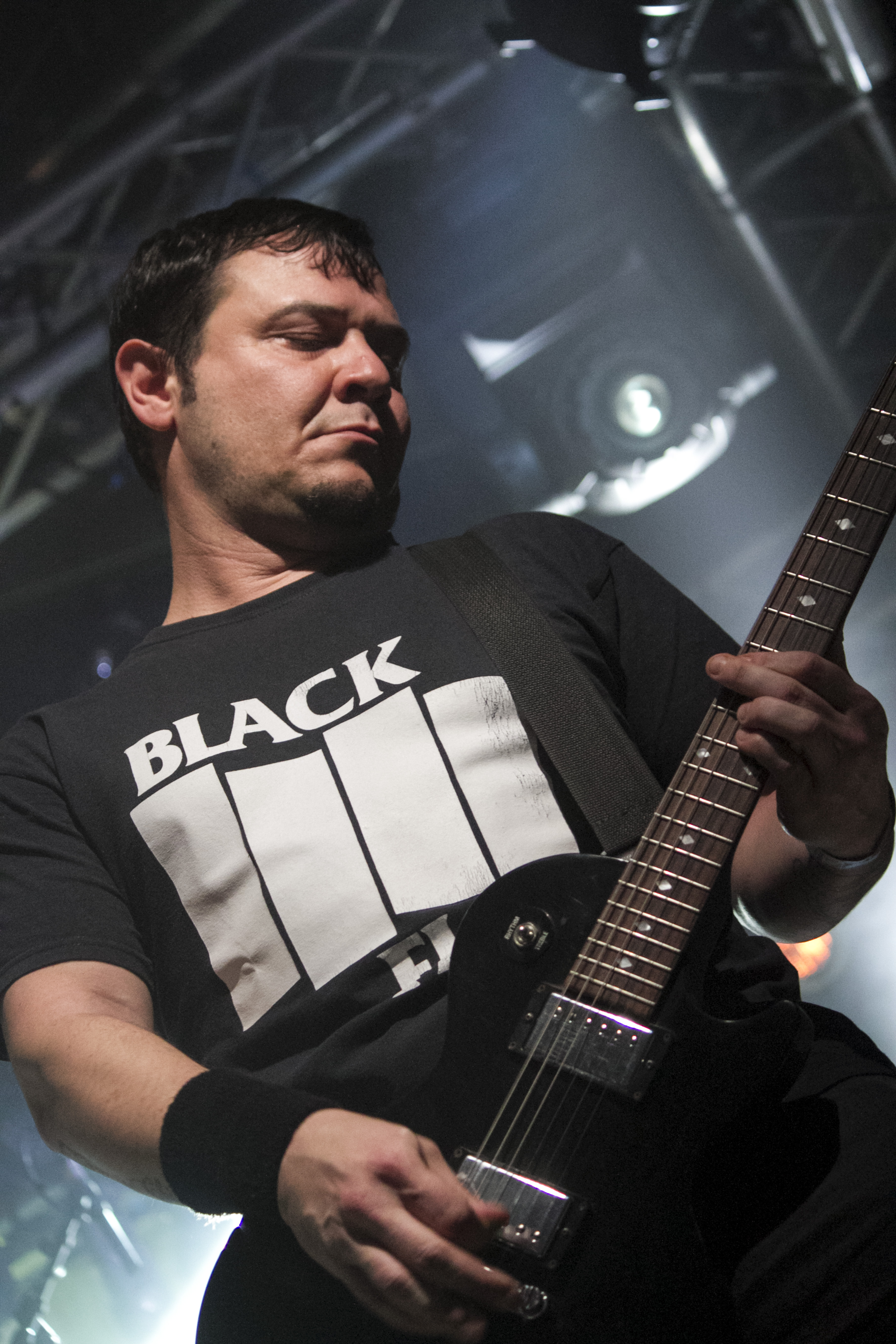
Chinaski sur scène.

En 2007, Linea 77 retourne en studio composer de nouvelles chansons. Pour la première fois de son existence, le groupe décide de recruter un second guitariste, Dade. Après une pré-production de sept mois, Linea 77 se retrouve avec un total de treize morceaux. En septembre 2007, Linea 77 s'envole pour Los Angeles, au Skip Saylor studio, afin d'enregistrer son nouvel album pendant deux mois. Sous les conseils de Toby Wright (associé de groupes comme Korn, Alice in Chains et Slayer), Linea 77 décide d'enregistrer en une seule session, les morceaux de guitares et de batterie.
Le 8 février 2008 sort le quatrième album studio du groupe Horror vacui, qui est précédé en janvier par le clip de la chanson Il mostro. Littéralement du latin, « peur des hauteurs », le groupe déclare que le titre de l'album caractérise « ce vide qui pousse les humains à s'entourer d'objets, souvent issus de la technologie, pour cacher ses propres défauts, émotionnels et sociaux. On accuse personne, mais c'est ce qui nous arrive à tous, sans exception. » L'album comprend Sogni risplendono, une chanson enregistré avec le chanteur-compositeur-interprète italien Tiziano Ferro. Inno All'Odio, un morceau extrait de leur quatrième album studio, Available for Propaganda fait partie de la bande originale du jeu vidéo FIFA 06.
Le 14 juin 2008, ils jouent au stade Alberto Braglia à Modène en ouverture de Rage Against the Machine, groupe duquel ils se sont inspirés pendant le début de leur carrière musicale. Le 20 juin, ils prennent part à la au Heineken Jammin Festival à Venise, et jouent une semaine plus tard, Caianello au Festival A13Sud. Ils jouent aux côtés du groupe de skacore RFC, avec lequel Nitto fait un duo sur les chansons Rabbia et Uragano.

### 10(2009–2011)
Le 30 septembre 2009, Linea 77 rentre de nouveau en studio à Santa Monica, en Californie, pour enregistrer son septième album studio, produit par Toby Wright. Le 13 janvier 2010, le groupe annonce la fin des enregistrements de l'album, et sa sortie pour le 16 avril. Intitulé 10, l'album est publié le 30 mars au mensuel La Repubblica XL.
Le 22 janvier 2010, Linea 77 joue avec Deftones à leur date italienne à Collegno (Turin), et participe le 26 septembre 2010 au festival musical Woodstock 5 Stelle organisé à Cesena, retransmis sur la chaîne nationale Play.me. De là commence une série de tournées qui entrainent le groupe loin de son foyer pendant près de deux ans, dans le cadre de la tournée 10. Après quoi, ils commencent une nouvelle tournée.
En 2011, Linea 77 célèbre la dixième année de son album Ketchup Suicide, pour lequel ils entreprennent le Ketchup Suicide 10th Anniversary Tour. Le 16 novembre 2011, le groupe, à travers sa page officielle Facebook, annonce l'écriture d'un nouvel album après une longue période de 104 concerts.

### La speranza è una trappola(2012–2013)

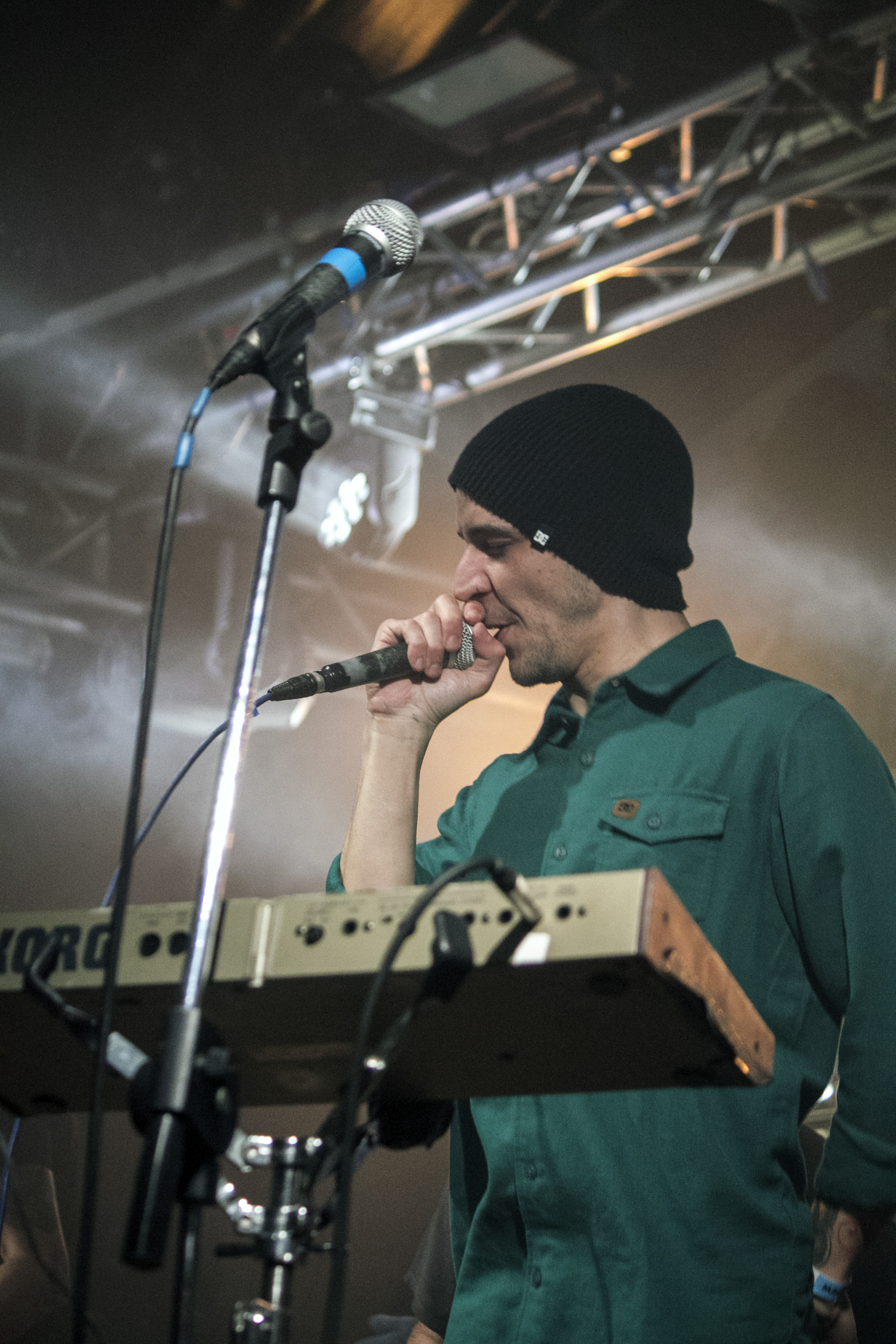
Dade.

Le 18 avril 2012, Linea 77 annonce l'arrivée du bassiste Maggio, qui occupe le poste de Dade, passé au rôle de second guitariste. Pour célébrer la nouvelle formation, le groupe joue sa tournée 6 in Tour, dès le 17 mai 2012. Le 4 octobre 2012, Linea 77 révèle le départ d'Emi en raison de divergences artistiques qui se sont produites pendant la composition de leur septième album studio. Paolo Paganelli rejoint la formation.
Le 12 octobre 2012 sort le single Il veleno en téléchargement numérique, qui est suivi par La speranza è una trappola, publié le 10 décembre la même année. Ce dernier morceau est un hommage au réalisateur Mario Monicelli, et des paroles qu'il a prononcées dans l'une de ses dernières interviews, quelques semaines avant sa mort. Le 28 décembre 2012 sort le troisième single Avevate ragione voi, qui relate les émeutes anti-G8 de Gênes en 2001.

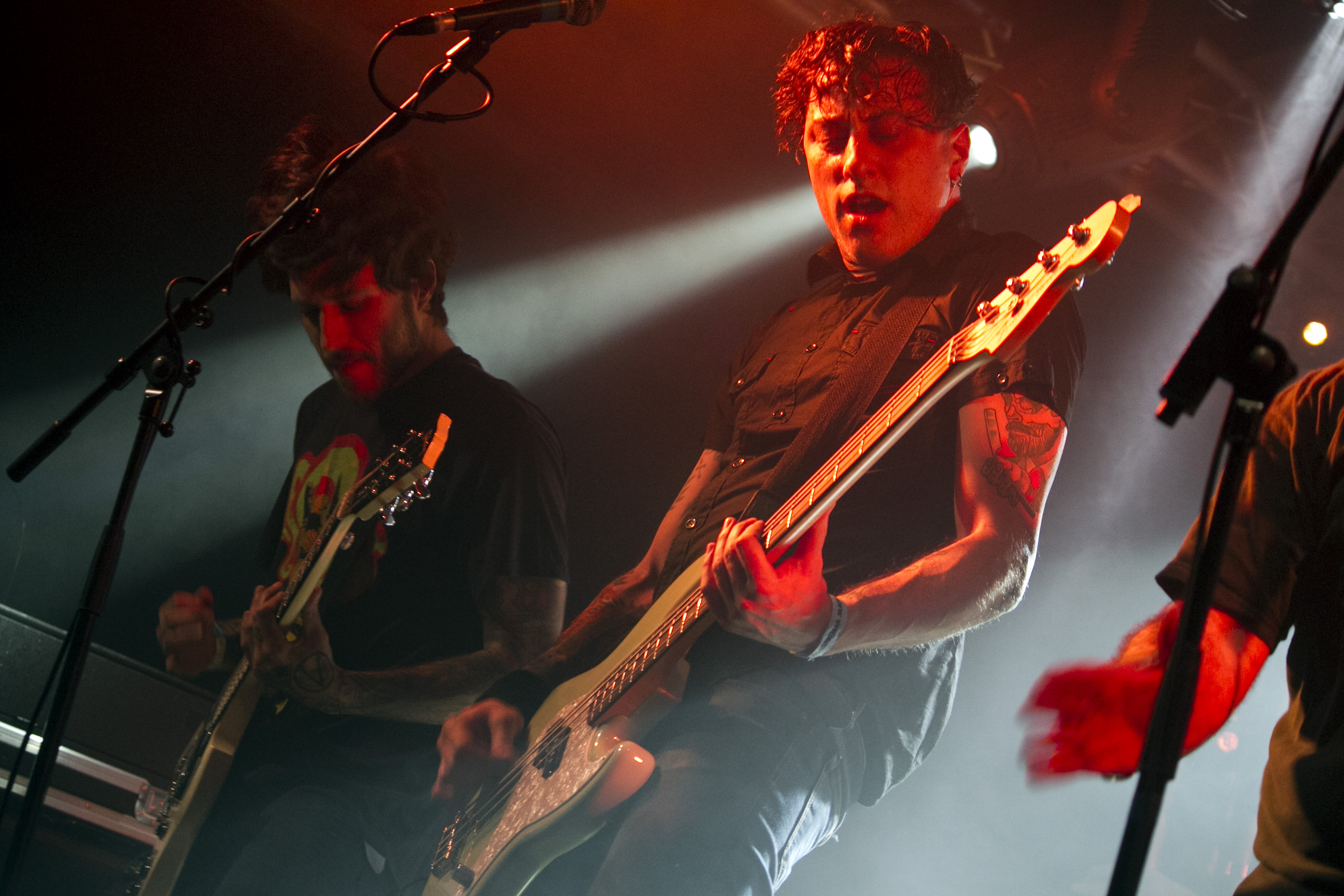
Paolo et Maggio, sur scène.

Le 2 janvier 2013 sort le quatrième single La musica è finita et le cinquième intitulé Un uomo in meno. Le cinquième single est inclus dans l'EP La speranza è una trappola (Part 1), publié en ligne le 21 janvier 2013, et en format CD le 4 février 2013.
Après la sortie de l'EP, le groupe joue deux concerts secrets, l'un à Turin le 22 janvier 2013 et l'autre à Milan.

### C'eravamo tanto armatietOh!(depuis 2013)
Le 4 octobre 2013, Linea 77 annonce sur Facebook l'enregistrement d'un nouvel EP, intitulé C'eravamo tanto armati, prévu pour 2014 chez INRI, un label indépendant formé par Dade. Avant cette publication, le groupe sort le clip du single L'involuzione della specie réalisé par Dade et le single Io sapere poco leggere, le 10 mars 2014 en téléchargement payant.

Paolo.

Le 24 mars 2014, le groupe annonce l'annulation inattendue de l'EP : « Malheureusement, il y a de mauvaises nouvelles. [...] Notre nouvel EP C'eravamo tanto armati n'existe plus. Il y a une semaine, exactement, dans la soirée du lundi 17 mars, il y a eu un court-circuit dans le bâtiment où on travaillait. Les deux disques durs qui contenaient la pré-master du nouvel EP C'eravamo tanto armati étaient prêts à sauvegarder. Ils ont brûlé instantanément. [...] On les a immédiatement emmené à un centre de service de récupération de données. [...] Les données du disque dur ne sont définitivement pas récupérables. On a pas perdu espoir. On les a envoyés à un autre centre. Deux jours plus tard, même réponse. Rien à faire. [...] Plus de six mois de travail sont partis en fumée en quelques secondes. »
Le 17 décembre 2014, le groupe conclut l'année avec son cinquième album studio Oh!, publié le 17 février 2015 chez INRI. Produit par Dade et comprenant les singles L'involuzione della specie et Io sapere poco leggere, l'album se caractérise par un style musical expérimental différent des précédents opus.

## Membres

### Membres actuels
- Nitto - chant (depuis 1993)
- Dade - basse (1993-2012), guitare (2012), chant, synthétiseur (depuis 2012)
- Chinaski - guitare (depuis 1993)
- Paolo - guitare (depuis 1993)
- Tozzo - batterie, percussions (depuis 1993)
- Maggio - basse (depuis 2012)

### Anciens membres
- Sibba - chant (1993-1996)
- Colino - guitare (1993-1996)
- Emi - chant (1993-2012)

## Discographie

### Albums studio
- 1998 : Too Much Happiness ... Makes Kids Paranoid
- 2000 : Ketchup Suicide
- 2003 : Numb
- 2005 : Available for Propaganda
- 2007 : Venareal 1995
- 2008 : Horror Vacui
- 2010 : 10
- 2015 : Oh!

### Album live
- 2004 : Numbed (DVD)

### EP
- 2009 : Horror vacui Live EP
- 2010 : Live at MTV Day
- 2010 : Live at T.P.O.
- 2013 : La speranza è una trappola

### Démos
- 1995 : Ogni cosa al suo posto
- 1997 : Kung fu
- 1998 : The Spaghetti Incident ? cover

### Singles
- 2000 : Meat
- 2000 : Ket.ch.up Aui.ci.de
- 2001 : Potato Music Machine
- 2001 : Moka
- 2003 : Fantasma
- 2003 : Third Moon
- 2004 : 66 (diabolus in musica) (feat. Subsonica)
- 2005 : Evoluzione
- 2006 : Inno all'odio
- 2008 : Il mostro
- 2008 : Sogni Risplendono (feat. Tiziano Ferro)
- 2008 : The Sharp Sound of Blades
- 2008 : La Nuova Musica Italiana
- 2009 : Mi vida
- 2010 : Vertigine
- 2010 : Aspettando meteoriti
- 2010 : L'ultima volta
- 2012 : Il veleno
- 2012 : La speranza è una trappola
- 2012 : Avevate ragione voi
- 2012 : La musica è finita
- 2013 : Un uomo in meno
- 2013 : La musica è finita
- 2013 : L'involuzione della specie
- 2014 : Io sapere poco leggere
- 2015 : Presentat-Arm!